# Hydrocyphon triforius
Hydrocyphon triforius es una especie de coleóptero de la familia Scirtidae.

## Distribución geográfica
Habita en Malasia.